# Guy Gingras
Guy Gingras (* 22. September 1961 in Saint-Raymond de Portneuf) ist ein kanadischer Komponist.
Ab dem 15. Lebensjahr studierte Gingras am Konservatorium von Quebec zunächst Saxophon, dann Komposition bei Pierick Houdy. Er setzte sein Studium in Montreal bei Gilles Tremblay und Clermont Pépin fort und nahm Kurse bei Pierre Bourque, Pierre Normandin, Mireille Angers, Gilles Auger, Yves Daoust, Denis Bédard, Raoul Sosa, Nick Ayoub und anderen.
Danach absolvierte er an der Université Laval einen Kurs in Musikpädagogik und unterrichtete zehn Jahre lang u. a. an der Yamaha Music School of Education in Toronto.
Seit den 1980er Jahren trat Gingras als Saxophonist in verschiedenen Formationen auf. Daneben entstanden mehr als 50 Kompositionen, die von Solisten wie Scott St. John, Richard Raymond und James Somerville und Ensembles für zeitgenössische Musik aufgeführt wurden.

## Werke
- Girandoles für Saxophonquartett, 1992
- Trois duos scabreux für zwei Saxophone, 1993
- Allegro für Blasorchester, 1994
- Trio für Violine, Horn und Klavier, 1995
- Mille Million de Mille Enzymes, UA 1996
- ADN, Ad Delirium Numerorum, UA 1996
- JoeCosmos für 5 Sänger (auf Tonband), Jazzensemble und Kammerensemble
- Tant qu’il y aura un si b, 2006
- Cahier de Piano, 2008